# Christian Seth
Christian Seth (auch: Kristian Sethus, Shet, Sicht; * Königsberg; † 1699 in Bischofstein) war ein deutscher Jurist.

## Leben
Seth war vermutlich der Sohn des Bürgers der Königsberger Altstadt Urban Seth (* 6. Mai 1599; † 16. Juli 1644), der sich am 23. November 1626 mit Gertrud, Tochter des Johann Ackersdieck, verheiratet hatte. Zusammen mit seinem Bruder Michael wurde er am 18. Juni 1635 an der Universität Königsberg immatrikuliert und studierte dann auf verschiedenen anderen Universitäten in Deutschland, Belgien, England und Frankreich. Dabei hatte er sich zu einem tüchtigen Juristen ausbilden lassen und den akademischen Grad eines Doktors der Rechte erworben. Zurückgekehrt in seine preußische Heimat, wurde er 1668 an der Universität Königsberg außerordentlicher Professor an der juristischen Fakultät, 1669 zweiter ordentlicher Professor, damit verbunden Assessor des samländischen Konsistoriums, und 1672 erster Professor der juristischen Fakultät. In dieser Eigenschaft beteiligte er sich auch an den organisatorischen Aufgaben und war in den Sommersemestern 1671, 1675 sowie 1679 Rektor der Alma Mater.
Die Intrigen, die um die theologischen Auseinandersetzungen im Rahmen der synkretistischen Streitigkeiten gesponnen wurden, sorgten dafür, dass Seth sein evangelisches Glaubensbekenntnis niederlegte. Am 2. August 1681 vollzog er in der Klosterkirche in Springborn im Beisein des Fürstbischofs Michael Stephan Radziejowski die Konversion zur katholischen Kirche. Da er mit seinem Kirchenübertritt alle Ämter verloren hatte, erhielt er am 20. August 1681 sieben Hufen in Klawsdorf auf Lebenszeit. Später ließ er den Hof in Klawsdorf durch einen Wirtschaftler verwalten und wohnte in Rössel, wo ihn die Bürger zum Schöppenmeister wählten. Da er seine Familie nur schwer ernähren konnte, siedelte er später nach Bischofstein über, wo er das bescheidene Amt des Stadtnotars bekleidete. Wiederholt zog ihn der ermländische Bischof Johann Stanislaus Sbaski (auch: Jan Stanislaw Zbaski; * 1625; † 21. Mai 1697) bei schwierigen Rechtsfragen zu Rate.

## Familie
Seth hatte sich 1670 mit Anna Katharina (* 24. April 1649; † um 1720), Tochter des Pfarrers der Domkirche und Assessor am samländischen Konsistorium M. Jakob Bohlius (1619; † 28. Juli 1670) und dessen erster Frau Anna Maria (* 10. November 1630; † 28. August 1649), Tochter des Hofpredigers Levin Pouchenis, verheiratet.
Aus der Ehe stammen Kinder. Man kennt
- Johann Christoph Seth (* um 1670) war 1720–1755 Pfarrer von Rößel, seit 1737 Kanoniker am Kollegiatstift St. Salvator in Guttstadt
- Christian Seth (* um 1680; † 1740 in Bischofsheim) verh. 19. Januar 1706 in Roessel mit Barbara Seewald, der Tochter eines Bürgers in Roessel
- Theodor Seth (* 25. Januar 1688 in Klawsdorf; † um 1730 in Mitau)
- Andreas Seth trat in den Jesuitenorden ein
- Johannes Seth als Einwohner in Rössel (* um 1690; † um 1750 ebenda) verh. am 23. August 1722 in Rössel mit Katharina (* um 1700; † 1760), der Tochter des Nicolaus Schulze in Schnellen

## Werke
- Diss. juridica De instantia. Königsberg 1667.
- Disp. juridica prima, de navi et ejus usu. Königsberg 1669.
- Disp. juridica De tutela inculpate. Königsberg 1670.
- Diss. De jus retractus. Königsberg 1671.
- Disp. juridica de apostolis. Königsberg 1672.
- Disp. juridica de emptionis & venditionis contractu. Königsberg 1673.
- Dissertatio juridica de divisione juris in publicum & privatum. Königsberg 1674.
- Theses juridicae juris publici universalis et particularis. Königsberg 1675.

Werk erscheint in der Literatur, konnte aber nicht nachgewiesen werden
- Diss. De stipulationibus.

## Weblink
- Druckschriften von und über Christian Seth im VD 17.

| Personendaten    | Personendaten                                       |
| ---------------- | --------------------------------------------------- |
| NAME             | Seth, Christian                                     |
| ALTERNATIVNAMEN  | Sethus, Kristian; Shet, Christian; Sicht, Christian |
| KURZBESCHREIBUNG | deutscher Jurist                                    |
| GEBURTSDATUM     | 16. Jahrhundert oder 17. Jahrhundert                |
| GEBURTSORT       | Königsberg (Preußen)                                |
| STERBEDATUM      | 1699                                                |
| STERBEORT        | Bischofstein                                        |